# Aladdin Sane
Aladdin Sane es el título del sexto álbum de estudio del artista británico David Bowie, publicado por la discográfica RCA Records en el año 1973. Es el primer álbum que publicó tras The Rise and Fall of Ziggy Stardust and the Spiders from Mars (1972), considerado como uno de los mejores de su carrera, y el primero que escribió desde un genuino estatus de estrella pop.
Aunque muchos críticos opinan Aladdin Sane contiene parte de los mejores momentos de Bowie, las opiniones acerca de la calidad del disco en su conjunto han estado más divididas. De este modo, los editores de NME Roy Carr y Charles Shaar Murray señalaron que el álbum era «extrañamente insatisfactorio, considerablemente inferior a la suma de sus partes», mientras que el erudito sobre Bowie Nicholas Pegg sostiene que se trata de «una de las más apremiantes, convincentes y esenciales» de sus obras. La crítica que Ben Gerson preparó para Rolling Stone sostiene que se trata de un álbum «menos frenético que The Man Who Sold The World y menos íntimo que Hunky Dory, sin ninguno de sus ataques de falta de confianza».
La tapa del disco fue realizada por Brian Duffy y si bien la crítica tuvo opiniones acerca de Aladdin Sane, no se puede ignorar que la iconografía del rayo azul y rojo que cubre el ojo derecho de David Bowie se volvió un auténtico referente de la cultura pop.
En 2003, el álbum fue clasificado, entre los seis discos de Bowie que entraron a la lista de Rolling Stone de los 500 álbumes más grandes de todos los tiempos (en el N° 277) y luego ocupó el puesto N°77 en la lista de Pitchfork Media de los mejores 100 álbumes de los años setenta.

## "Ziggy va a América"
El nombre del álbum es un juego de palabras con "A Lad Insane" ("un muchacho loco"). Una variación temprana fue "Love Aladdin Vein", que David Bowie luego descartó debido a sus connotaciones de drogas. Aunque técnicamente era un nuevo "personaje" de Bowie, Aladdin Sane fue esencialmente un desarrollo de Ziggy Stardust en su apariencia y personalidad, como se evidencia en la portada de Brian Duffy y en las actuaciones en vivo de Bowie durante todo 1973 que culminó con el "retiro" de Ziggy en el Hammersmith Odeon en julio de ese año. Al carecer del flujo temático encontrado en su predecesor, Aladdin Sane fue descrito por el mismo Bowie simplemente como "Ziggy va a América"; la mayoría de las canciones fueron compuestas en el camino durante su Ziggy Stardust Tour basado en observaciones de los recorridos, lo que explica los nombres de lugares en cada canción en el disco. El biógrafo Christopher Sandford creía que el álbum mostraba que Bowie "estaba consternado y obsesionado simultáneamente por Estados Unidos".
Sus mezcla de sentimientos sobre el viaje fueron variando, en palabras de Bowie, de "querer estar en el escenario interpretando mis canciones, pero por otro lado no querer estar en esos autobuses con todas esas personas extrañas ... Así que Aladdin Sane estaba partido al medio". Este tipo de "esquizofrenia ", como lo describió Bowie, fue transmitida en la portada por su maquillaje, donde un rayo representa la dualidad de la mente, aunque él luego comentaría que el "muchacho loco" de la canción que da título al álbum fue inspirado en su hermano Terry, que había sido diagnosticado como esquizofrénico. Al propio Bowie se le ocurrió la idea del rayo sobre su cara, pero dijo que la lágrima fue idea de Brian Duffy: "Él [Brian] agregó eso después, simplemente lo metió allí. Pensé que era bastante dulce". Considerado como una de las imágenes más emblemáticas de Bowie, Mick McCann escribiendo para The Guardian lo llamó "La Mona Lisa de las portadas de álbumes".

## Producción y estilo
La mayor parte de Aladdin Sane se grabó en los Trident Studios de Londres desde octubre de 1972 hasta enero de 1973, entre las pausas de la gira de Ziggy Stardust Tour. Se ha sugerido que el deseo de acelerar la publicación del álbum fue el culpable de que en las mezclas finales de los temas «Watch That Man» y «Cracked Actor», ambos con influencias de The Rolling Stones, la voz y la armónica no se escuchasen correctamente. Tanto Bowie como el productor Ken Scott han negado desde entonces la afirmación acerca de «Watch That Man», declarando que otra mezcla que elaboraron en la que destacaba más la voz fue considerada por la discográfica como inferior a la finalmente escogida.
El disco incluía un sonido rock más duro que su predecesor Ziggy Stardust, en particular en pistas como «Panic in Detroit» (compuesta a partir de un ritmo de Bo Diddley) o en la versión de la canción de los Stones «Let's Spend the Night Together». El álbum también exploró estilos poco comunes, como el jazz de vanguardia de la canción «Aladdin Sane», que da nombre al disco, o el sonido de cabaret de «Time». En ambas piezas destaca el piano de Mike Garson, que también está presente en «Lady Grinning Soul», inspirada en la cantante Claudia Lennear.

## Sencillos
Dos sencillos que luego serían incluidos en el álbum precedieron su publicación: «The Jean Genie» y «Drive-In Saturday». El primero fue grabado en los estudios de la RCA en Nueva York durante la primera parte de la gira estadounidense de Bowie a finales de 1972. Era una composición de rhythm and blues con una letra ligeramente inspirada en la figura de Iggy Pop. El segundo sencillo era un tema du duá futurista, que describía una era en la que la población tenía que volver a aprender a practicar el sexo viendo viejas películas pornográficas. «Time» también se publicó más adelante como sencillo en Estados Unidos y Japón, al igual que «Let's Spend the Night Together» en Estados Unidos y Europa.
En el año 1974, Lulu publicó una versión de «Watch That Man» como la cara B de su sencillo «The Man Who Sold the World», producido por Bowie y Mick Ronson.

## Recepción
Aladdin Sane fue lanzado en el Reino Unido el 13 de abril de 1973. Con un estimado de 100.000 copias ordenadas por adelantado. El álbum debutó en la cima de las listas del Reino Unido y alcanzó el número 17 en Estados Unidos, convirtiéndolo en el álbum más exitoso de Bowie comercialmente en ambos países hasta esa fecha. Se estima que el álbum vendió 4,6 millones de copias en todo el mundo, convirtiéndolo en uno de los LP más vendidos de Bowie. El Libro Guinness de los álbumes británicos más exitosos señala que Bowie "gobernó la lista de álbumes (británicos), acumulando 182 semanas sin precedentes en la lista en 1973 con seis títulos diferentes".
La reacción crítica fue generalmente halagadora, sí fue más entusiasta en los EE. UU. que en el Reino Unido. Rolling Stone comentó sobre "las melodías provocadoras de Bowie, las letras audaces, los arreglos magistrales (con Mick Ronson) y la producción (con Ken Scott)", mientras que Billboard lo llamó una combinación de "energía cruda con rock explosivo". En la prensa musical británica, sin embargo, las columnas acusaron a Bowie de "venderse" y la revista Let It Rock encontró que el álbum era más estilo que sustancia, considerando que no tenía "nada que decir y todo para decirlo". El crítico de Village Voice, Robert Christgau escribió unos años más tarde que su álbum favorito de Bowie había sido Aladdin Sane, "la colección fragmentada, más bien de segunda mano, de elegantes canciones de hard rock (más un sutil Jacques Brel) que cayó entre los conceptos de Ziggy Stardust y Diamond Dogs. Prueba que Bowie mejoró su música imitando a The Rolling Stones en lugar de expresarse él mismo, es obviamente un tributo a los Stones, pero también subraya cuán conveniente ha sido siempre la relación de Bowie con el rock and roll ".

## Posicionamiento
Álbum
| Chart (1973-76)                          | Posición |
| ---------------------------------------- | -------- |
| Australian Albums (Go-Set)               | 4        |
| Dutch Albums (MegaCharts)                | 4        |
| Finnish Albums (Suomen virallinen lista) | 2        |
| French Albums (SNEP)                     | 3        |
| Italian Albums (Musica e dischi)         | 8        |
| Spanish Albums (Promusicae)              | 10       |
| Swedish Albums (Sverigetopplistan)       | 5        |
| Reino Unido (UK Albums Chart)            | 1        |
| Norwegian Albums (VG-lista)              | 11       |
| US Billboard Top LPs & Tape              | 17       |
| Canadian Albums (RPM)                    | 20       |

## Legado
Bowie realizó todas las canciones, excepto "Lady Grinning Soul", en su Ziggy Stardust Tour, y muchas de ellas en el Diamond Dogs Tour. Las versiones en vivo de todos menos de "The Prettiest Star" y "Lady Grinning Soul" han sido lanzadas en varios discos, incluyendo Ziggy Stardust: The Motion Picture, David Live y Aladdin Sane - 30th Anniversary. "The Jean Genie" es la única canción en el álbum que Bowie tocó en concierto a lo largo de su carrera. Sin embargo, "Panic in Detroit" también apareció regularmente en los últimos años de Bowie, una nueva versión de la canción fue cortada en 1979 pero no lanzada hasta que se agregó como pista extra al CD Rykodisc de Scary Monsters (And Super Creeps).
Los astrónomos aficionados belgas en el Observatorio Público MIRA en conjunto con Studio Brussel crearon un "asterismo Bowie" en homenaje a David Bowie en enero de 2016; representa el relámpago icónico de Aladdin Sane usando las estrellas Sigma Librae, Spica, Zeta Centauri, SAO 204132, Sigma Octantis, SAO 241641 y Beta Trianguli Australis que estaban cerca de Marte en el momento de la muerte de Bowie.
El álbum fue incluido en el libro 1001 Discos que Hay que Escuchar Antes de Morir.

## Canciones
Todas las canciones escritas por David Bowie, excepto donde se indica.
Lado A
| N.º | Título                          | Duración |  |
| 1.  | «Watch That Man»                | 4:30     |  |
| 2.  | «Aladdin Sane (1913-1938-197?)» | 5:06     |  |
| 3.  | «Drive-In Saturday»             | 4:33     |  |
| 4.  | «Panic in Detroit»              | 4:25     |  |
| 5.  | «Cracked Actor»                 | 3:01     |  |

Lado B
| N.º | Título                                                         | Duración |  |
| 6.  | «Time»                                                         | 5:15     |  |
| 7.  | «The Prettiest Star»                                           | 3:31     |  |
| 8.  | «Let's Spend the Night Together» (Mick Jagger, Keith Richards) | 3:10     |  |
| 9.  | «The Jean Genie»                                               | 4:07     |  |
| 10. | «Lady Grinning Soul»                                           | 3:54     |  |

### 30th Anniversary Remaster (2003)
CD-1
Lado A
1. Watch That Man			4:29
2. Aladdin Sane		5:06
3. Drive In Saturday		4:30
4. Panic In Detroit 			4:26
5. Cracked Actor			3:01

Lado B
1. Time 			5:13
2. The Prettiest Star 		3:30
3. Let's Spend The Night Together 	3:09
4. The Jean Genie 			4:05
5. Lady Grinning Soul 		3:50

CD-2
Lado A
1. John, I'm Only Dancing (Sax Version) 	2:43
2. The Jean Genie (Original UK Single Mix)	4:06
3. Time (Single Edit) 		3:42
4. All The Young Dudes 			4:10
5. Changes (Recorded Live At The Music Hall, Boston 1/10/72) 	3:19

Lado B
1. The Supermen (Grabado en vivo en The Music Hall, Boston 1/10/72)	2:41
2. Life On Mars? (Grabado en vivo en The Music Hall, Boston 1/10/72) 	3:24
3. John, I'm Only Dancing (Grabado en vivo en Music Hall, Boston 1/10/72) 	2:39
4. The Jean Genie (Grabado en vivo en Santa Monica Civic Auditorium, 20/10/1972) 3:59
5. Drive In Saturday (Grabado en vivo en The Public Hall, Cleveland 25/11/72) 4:52